# سرگئی اولگین
سرگئی اولگین (انگلیسی: Sergey Ulegin؛ زادهٔ ۸ اکتبر ۱۹۷۷) قایقران کانو اهل روسیه است.
وی همچنین برندهٔ جوایزی همچون مسابقات قهرمانی کانو اسپرینت جهان شده‌است.